# Fakola
Fakola is een gemeente (commune) in de regio Sikasso in Mali. De gemeente telt 28.500 inwoners (2009).
De gemeente bestaat uit de volgende plaatsen:
- Dani
- Dembasso
- Dionkoni
- Dontereke
- Fakola
- Gouaranko
- Kotla
- M'Piéssana
- Sama
- Santiéni
- Socourani
- Soromana
- Zeguere